# 国際シンギングボウル協会
国際シンギングボウル協会（International Singing Bowl Association）は、日本の一般社団法人である。シンギングボウルを通じて癒しや楽しみを学び交流する場として設立された。略称はISBA。

## 概要

### 設立
シンギングボウルのヒーリング効果に着目し、音や波動を用いた倍音ヒーリングの第一人者である高橋真保により、2009年日本初のシンギングボウル専門任意団体として設立。2014年にシンギングボウル専門サロンをオープン、2015年一般社団法人化。

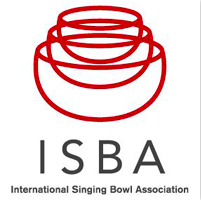
「シンギングボウルを通じたさまざまな活動により、人々の人間性や関係の質を高め、精神的な発展と世界平和に寄与する」という理念のもとで活動を行っている。

### 所在地
東京都港区西麻布にあるヒーリンググッズショップ、アマナマナのシンギングボウルサロン＆スクール内に事務局を置く。

### 主な事業
・民間資格の認定事業及びそれに関する教育事業 - シンギングボウル講師としての認定資格であるISBAプラクティショナーを設置し、講師の養成も行っている。
・民間資格の付与を受けた者の活動支援
・各種講座、セミナー、シンポジウムその他イベントの企画、開催及び運営
・各種講座、セミナー、教育機関等への講師の派遣
・各種商品の企画、製造、販売及び輸出入
・書籍、出版物その他情報媒体の企画、制作、執筆、編集及び出版
日本初のシンギングボウル入門書「一日10分で深い癒しと浄化を得られるシンギングボウル入門」を2014年にWAVE出版から発売。

### 活動目的
シンギングボウルを通じて慈悲の心に基づいた、人としてよりよいあり方を深め、高めていくことで、社会とのかかわり方、音楽、癒しのクオリティ向上を目的としている。

## オリジナル・シンギングボウル
アマナマナ株式会社と連携し、オリジナルのシンギングボウルの製作・販売を行っている。倍音が持つヒーリング効果に着目し、癒しを目的とした専用シンギングボウルや奏法の研究・開発を行っており、現在では医療系研究機関と倍音と癒しの関係についての共同研究も行なっているきた。
ISBAオリジナルシンギングボウルは、ひとつ一つ手作りされているため、すべて音程と倍音が異なることが特徴で、瞑想や自分自身を内観するための道具として、外資系ラグジュラリーホテルのスパ、全国のヨガ教室やヒーリングサロン、IT企業大手のマインドフルネスなどでも導入されている。
倍音の響きが脳波をα波に導き、不眠、不安、肩こりなどの解消やストレス解消、集中力の向上、リラクゼーションなど心身を整える多くの効果があるといわれる。
オリジナルシンギングボウルは、アマナマナ店舗及びオンラインショップで販売している。

## 講座・ワークショップ
アマナマナ・シンギングボウルサロン＆スクールにて各種講座・ワークショップを開催している。

### ビギナー講座
シンギングボウルを初めて手にする人、鳴らし方を学びたい人など初心者向けの講座。終了後はISBA中級講座に進むことも可能。

### 倍音呼吸法クラス
シンギングボウルの倍音を生かした呼吸法で、心を落ち着かせる効果がある独自のメソッド。zoomを利用したオンラインクラスも開設。

### プライベートレッスン
ISBA講師によるプライベート講座。ビギナー講座の内容から、各種養成講座など各種リクエストに応じて、講師陣が個人指導に対応します。

### 倍音ライブ
ISBA認定シンギングボウルプレイヤーによる演奏会を不定期に、開催している。2020年は毎月ワンコインで少人数ライブが楽しめるマンスリー企画をアマナマナ・シンギングボウルサロン＆スクールで開催して好評を博した。

### その他の講座・サポートなど
演奏家、後進養成のための講師、倍音呼吸法インストラクターなど、プロを目指すための中級講座、上級講座も開催している。また、出張講座も開催しており、講師の派遣やシンギングボウルのレンタルも行っている。

## 参考
1日10分で深い癒しと浄化を得られる シンギングボウル入門 （倍音CD付き）